# Tószeri-patak
A Tószeri-patak a Mátrában ered, Nádújfalu keleti határában, Nógrád vármegyében, mintegy 300 méteres tengerszint feletti magasságban. A patak forrásától kezdve nyugati irányban halad, majd Mátraterenyénél éri el az Iványi-patakot.
A Tószeri-patak vízgazdálkodási szempontból a Zagyva Vízgyűjtő-tervezési alegység működési területét képezi.

## Part menti települések
- Nádújfalu
- Mátraterenye